# Lactarius olivaceobrunneus
Lactarius olivaceobrunneus é um fungo que pertence ao gênero de cogumelos Lactarius, da ordem Russulales. Encontrado na América do Norte, foi descrito cientificamente em 1979 pelo micologista norte-americano Lexemuel Ray Hesler.